# Puerta del Castillo del Puente
La puerta del Castillo del Puente,
también conocida como Puerta de Carlos V, es una de las tres puertas que quedan en pie, de un total de cinco que formaban parte del antiguo recinto amurallado de la ciudad de Vivero (provincia de Lugo, Galicia, España). Esta edificación es de estilo plateresco, estando considerado desde el año 1942 como un Bien de Interés Cultural dentro del catálogo de monumentos del patrimonio histórico de España.

## Historia
La construcción de la puerta del Castillo del Puente comenzó en el año 1548, sustituyendo a otra anterior, siendo obra de Pedro Pedroso. Fue realizada en honor al emperador Carlos I de España y V de Alemania, quién había concedido una real cédula a la villa de Vivero para eximirla del pago de impuestos durante un periodo de tres años, tras sufrir un grave incendio de septiembre de 1540.
A los pocos meses de iniciada la obra, se paralizó la actividad constructiva, manteniéndose en estado de espera hasta que el 24 de abril de 1554, el corregidor de la localidad, Andrés Carasa de Tordesillas, decidió reanudar las obras.
A pesar de que esta puerta fue reedificada con fines ornamentales y decorativos, fue empleada durante la Guerra de Independencia Española como punto de defensa frente a las tropas de Napoleón Bonaparte. El día 18 de febrero de 1809, Vivero fue atacado por dos flancos al mismo tiempo: por la desaparecida puerta de Santo Domingo, por fuerzas procedentes desde Mondoñedo y por la Puerta del Castillo del Puente, por las tropas que procedían de Ferrol.
La puerta del Castillo del Puente se intentó demoler en dos ocasiones, la primera en el año 1856, a petición de la corporación municipal.

## Descripción
La puerta del Castillo del Puente dispone de un arco de medio punto, adornado por molduras cilíndricas. En la fachada principal, están a los lados los escudos de armas de la localidad: En el lado derecho, el león con corona real sobre el puente, y en el lado izquierdo los cinco copones, que representan a las cinco antiguas iglesias urbanas de Vivero. Estos dos escudos están recogidos en el que posteriormente se convirtió en el escudo de Vivero. Al centro, se encuentra un escudo de mayor tamaño que los anteriores, representando al emperador Carlos I de España. En lo alto de la edificación hay una cornisa horizontal con parapeto. El interior de la puerta contiene un camarín plateresco con dos escudos y una imagen dieciochesca de San Roque, que sustituyó a otra de la Virgen de los Desamparados.

## Galería

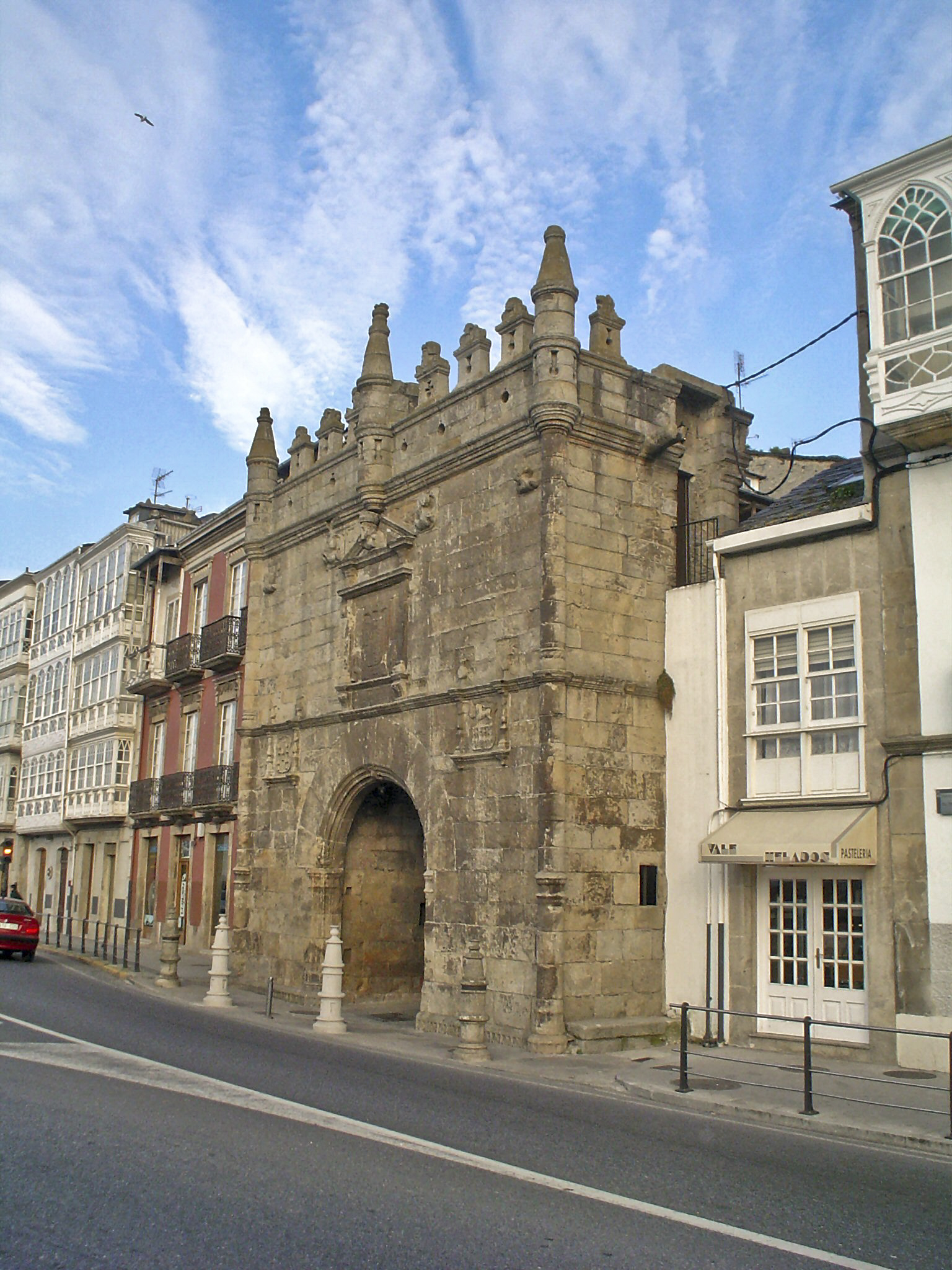
Vista del exterior desde un lateral.
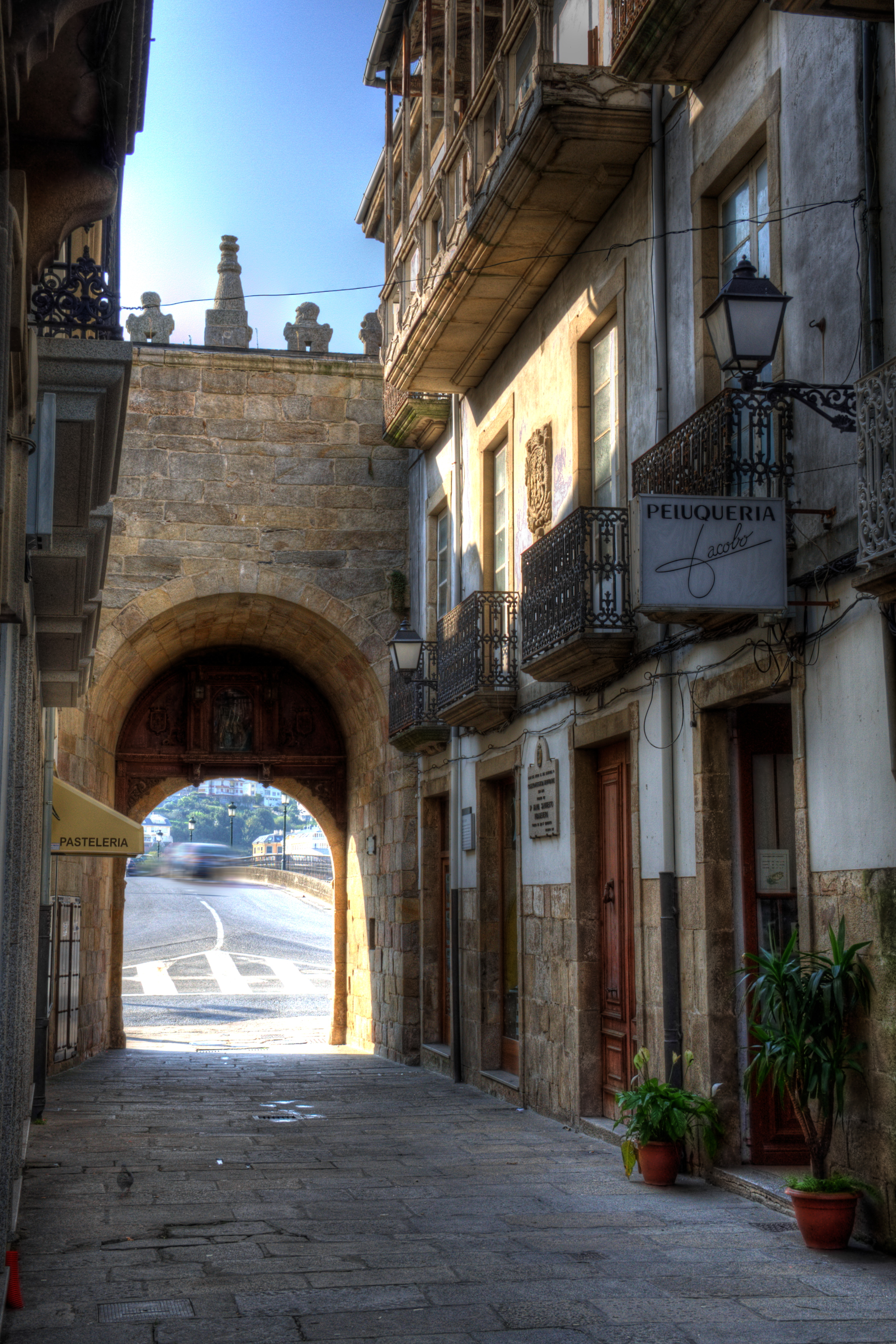
Vista del interior.
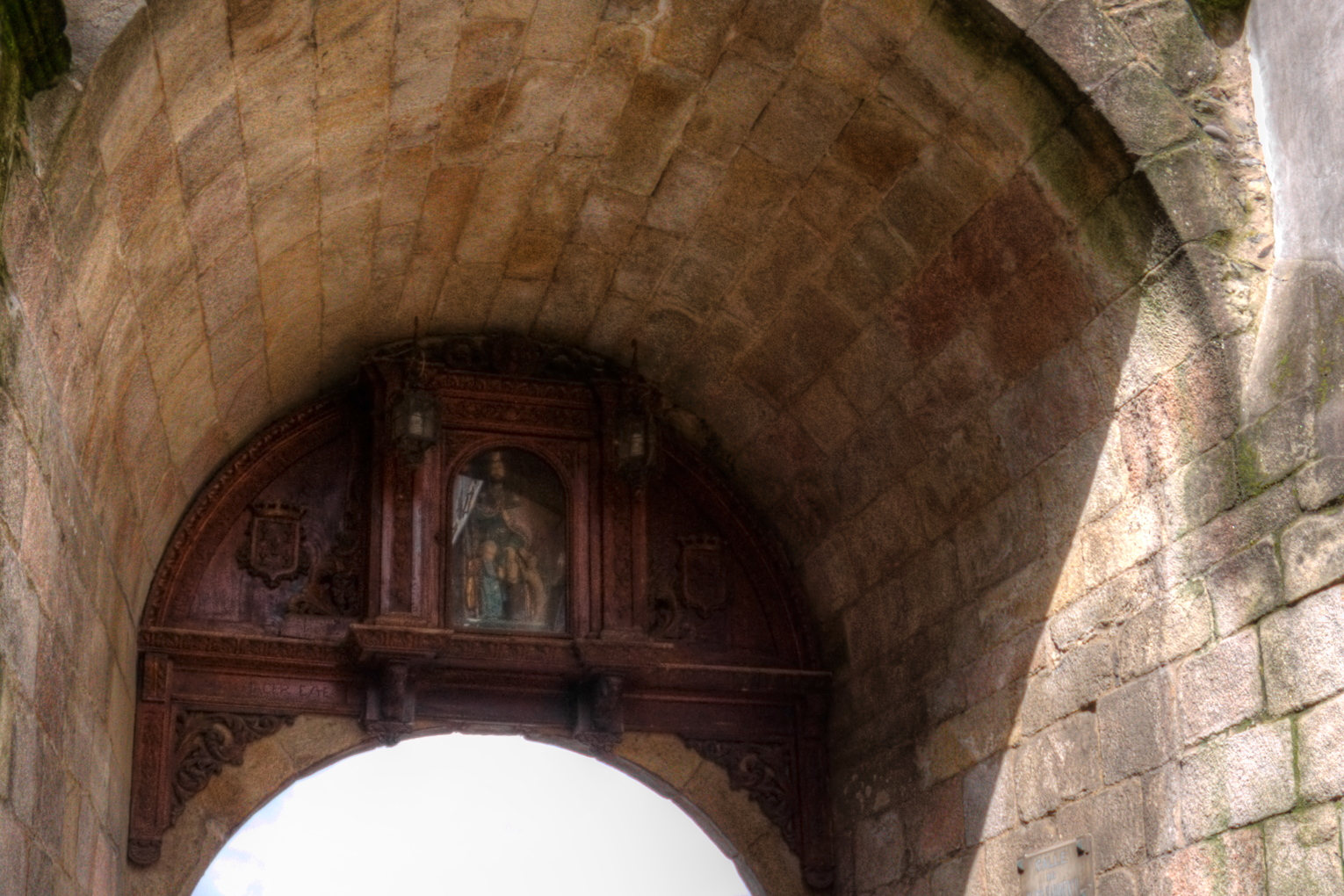
Detalle del interior.